# Dodecadodecaedru snub inversat
În geometrie dodecadodecaedrul snub inversat este un poliedru stelat uniform, cu indicele U60. Are 84 de fețe (60 triunghiuri, 12 pentagoane și 12 pentagrame), 150 de laturi și 60 de vârfuri. Având 84 de fețe este un ogdoecontatetraedru neconvex. Un poliedru neconvex are fețe care se intersectează care nu reprezintă laturi sau fețe noi. Doar cele marcate cu sfere aurii sunt vârfuri, iar cele cu linii argintii sunt laturi.
Este reprezentat prin diagrama Coxeter–Dynkin . Are simbolul Wythoff | 5/3 2 5 și simbolul Schläfli sr{5/3,5}.

## Mărimi asociate

### Coordonate carteziene
coordonatele carteziene ale vârfurilor sunt toate permutările pare cu un număr par de semne plus ale
{\displaystyle \left(\,\pm 2\alpha ,\,\pm 2,\,\pm 2\beta \,\right)}
{\displaystyle \left(\,\pm (\alpha +\beta \varphi ^{-1}+\varphi ),\,\pm (-\alpha \varphi +\beta +\varphi ^{-1}),\,\pm (\alpha \varphi ^{-1}+\beta \varphi -1)\,\right)}
{\displaystyle \left(\,\pm (-\alpha \varphi ^{-1}+\beta \varphi +1),\,\pm (-\alpha +\beta \varphi ^{-1}-\varphi ),\,\pm (\alpha \varphi +\beta -\varphi ^{-1})\,\right)}
{\displaystyle \left(\,\pm (-\alpha \varphi ^{-1}+\beta \varphi -1),\,\pm (\alpha -\beta \varphi ^{-1}-\varphi ),\,\pm (\alpha \varphi +\beta +\varphi ^{-1})\,\right)}
{\displaystyle \left(\,\pm (\alpha +\beta \varphi ^{-1}-\varphi ),\,\pm (\alpha \varphi -\beta +\varphi ^{-1}),\,\pm (\alpha \varphi ^{-1}+\beta \varphi +1)\,\right)}
unde {\displaystyle \varphi ={\frac {1+{\sqrt {5}}}{2}}} este secțiunea de aur,
{\displaystyle \alpha } este rădăcina reală negativă a polinomului {\displaystyle \varphi \alpha ^{4}-\alpha ^{3}+2\alpha ^{2}-\alpha -\varphi ^{-1},\,\approx -0,3352090,} iar
{\displaystyle \beta ={\frac {\alpha ^{2}\varphi ^{-1}+\varphi }{\alpha \varphi -\varphi ^{-1}}}.}
Permutările impare ale coordonatelor de mai sus cu un număr impar de semne plus dau o altă formă, enantiomorfă a celeilalte.

### Rază circumscrisă
Raza circumscrisă pentru lungimea laturii de 1 unitate, {\displaystyle R=0,8516302}, este dată de cea mai mică rădăcină reală a polinomului
{\displaystyle 64R^{8}-192R^{6}+180R^{4}-65R^{2}+8.}

### Volum
Volumul său, V, este dat de cea mai mică dintre rădăcinile reale ale polinomului de gradul al patrulea în {\displaystyle x^{2}}
{\displaystyle 64x^{8}-21440x^{6}+18100x^{4}+5895625x^{2}+60062500.}
Ca urmare, volumul este
{\displaystyle V\approx 4,61431~a^{3}}
unde a este lungimea laturilor tuturor poligoanelor (care sunt regulate).
Polinoamele de mai sus definesc și raza circumscrisă și volumul dodecadodecaedrului snub.

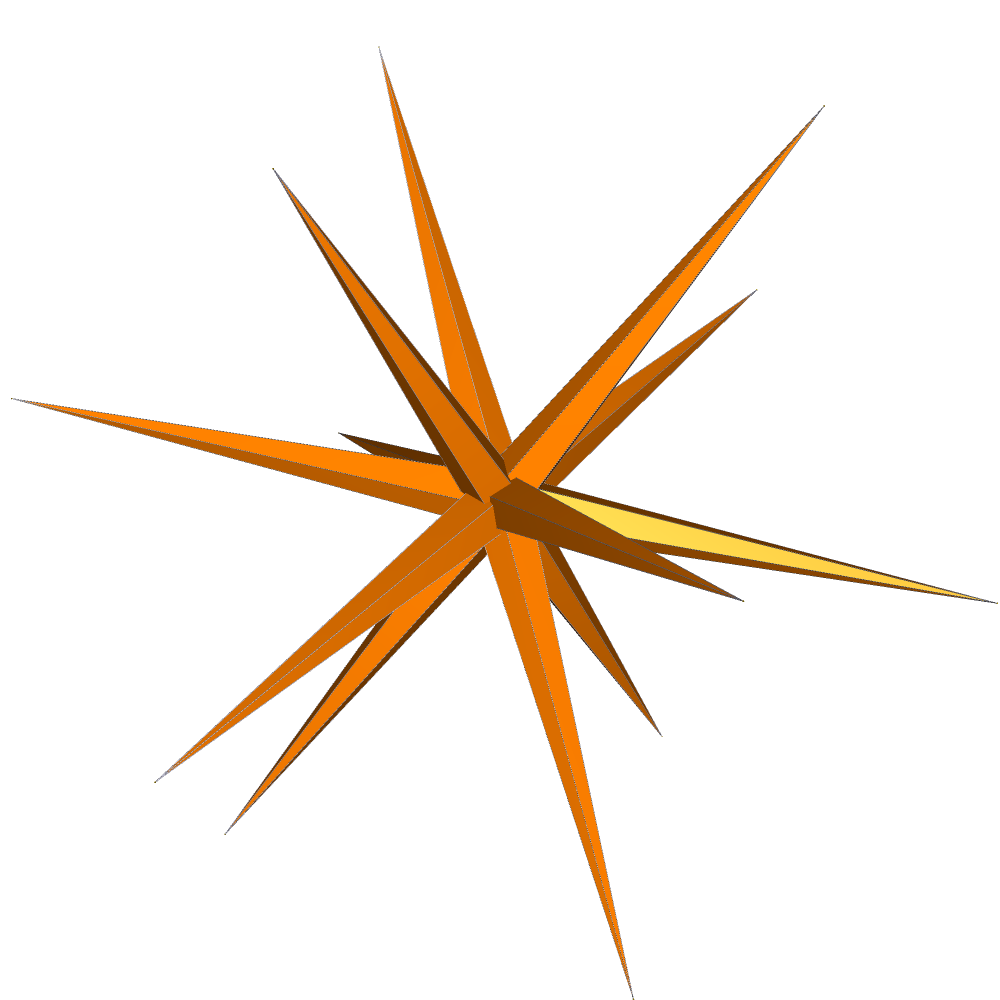
Dual: hexacontaedru pentagonal medial inversat

## Poliedre înrudite

### Poliedru dual
Dualul său este hexacontaedrul pentagonal medial inversat.